# Accel World
Accel World (アクセル・ワールド Akuseru Wārudo) là loạt light novel được viết bởi Kawahara Reki và HiMA lo phần minh họa. Tác phẩm đã đăng trên tạp chí Dengeki Bunko của ASCII Media Works từ tháng 2 năm 2009. Nội dung xoay quanh anh chàng lùn thừa cân tên Arita Haruyuki, một người không tiếp xúc nhiều trong cuộc sống thật nhưng có khả năng xử lý tình huống tốt trong thế giới ảo, việc này đã gây sự chú ý cho Kuroyukihime và cô đã mời anh tham gia vào chương trình bí mật gọi là Brain Burst. Chương trình này cũng có khả năng tác động lên nhân vật trong cuộc sống thật khi có thể làm ngừng thời gian, sau đó Arita bắt đầu nhận thấy rằng chương trình này không phải đơn giản chỉ là một trò chơi trực tuyến hiện đại mà là nơi mọi người tranh giành nhau từng điểm để đổi lấy những khả năng đặc biệt có thể dùng trong thế giới thật và nhóm của anh đã quyết định đi xa hơn trong thế giới này để gặp người đã tạo ra "trò chơi" này.
Tác phẩm đã được chuyển thể thành các loại hình truyền thông khác như manga, anime, drama CD, Internet radio, trò chơi điện tử... Sunrise đã thực hiện chuyển thể anime và phát sóng tại Nhật Bản từ ngày 06 tháng 4 đến ngày 21 tháng 9 năm 2012. Hai tập OVA cũng đã được phát hành sau đó để đính kèm chung với hai trò chơi điện tử do Banpresto phát triển và Namco Bandai Games phát hành. Một phần phim điện ảnh hoạt hình do Sunrise sản xuất được khởi chiếu vào ngày 23 tháng 7 năm 2016.

## Tổng quan

### Sơ lược cốt truyện
Bối cảnh diễn ra vào năm 2046. Cậu Haruyuki Arita được miêu tả là một anh chàng lùn thừa cân và xấu xí luôn cảm thấy mình bị xã hội hắt hủi. Tủi thân với thực tại, cậu đi tìm cảm giác hơn người trong thế giới game ảo. Tất cả đã thay đổi khi cậu gặp Kuroyuki Hime, cô gái nổi tiếng nhất của trường. Cậu nhận được từ cô 1 phần mềm cho phép cậu bước vào thế giới ảo Accel World. Tại đây Haruyuki trở thành Burst Linker một hiệp sĩ bảo vệ công chúa.

Arita Haruyuki là một chàng trai nhút nhát, không giỏi giao tiếp trong cuộc sống thật nhưng lại có khả năng xử lý tình huống tốt trong những game online thực tế ảo. Bên cạnh Haruyuki Arita luôn có những mỹ nhân xinh đẹp. 

## Truyền thông

### Light Novel
Accel World bắt đầu như một bộ light novel được viết bởi Reki Kawahara và được minh họa bởi HiMA. Ban đầu, Kawahara đã đưa cuốn tiểu thuyết đầu tiên trong loạt vào Giải thưởng Tiểu thuyết Dengeki lần thứ 15 của ASCII Media Works vào năm 2008 và cuốn tiểu thuyết đã giành được Giải thưởng Lớn. Cuốn tiểu thuyết đầu tiên được xuất bản bởi ASCII Media Works vào ngày 10 tháng 2 năm 2009, dưới sự in ấn của Dengeki Bunko. Tính đến tháng 8 năm 2025, 28 tập đã được xuất bản. Tại hội thảo Japan Expo USA của họ , Yen Press đã công bố quyền xuất bản light novel bằng tiếng Anh. Bản tiếng Anh do Jocelyne Allen dịch. Tập đầu tiên được phát hành vào ngày 22 tháng 7 năm 2014.

### Manga
Hiroyuki Aigamo đã thực hiện một chuyển thể manga của tác phẩm với cùng tên và phát hành trên tạp chí Dengeki Bunko của ASCII Media Works từ tháng 5 tháng 2010. Các chương sau đó cũng đã được tập hợp lại và phát hành thành các tankōbon, tính đến ngày 27 tháng 7 năm 2017 thì đã có 8 tập được phát hành. Yen Press đã đăng ký bản quyền phiên bản tiếng Anh để phát hành tại thị trường Bắc Mỹ còn Kadokawa Taiwan Corporation thì giữ bản quyền tại Đài Loan.
Ryuryū Akari đã thực hiện chuyển thể manga dưới dạng 4 hình một chương có tựa Axel World (あくちぇる・わーるど。) và cùng phát hành trên tạp chí Dengeki Bunko của ASCII Media Works từ tháng 5 tháng 2010. Các chương sau đó cũng đã được tập hợp lại và phát hành thành các tankōbon, tính đến ngày 27 tháng 3 năm 2015 thì đã có 4 tập được phát hành.
Sasakura Ayato cũng thực hiện một chuyển thể manga ngoại truyện có tựa Accel World / Dural: Magisa Garden (アクセル・ワールド/デュラル マギサ・ガーデン) bắt đầu phát hành trên tạp chí Dengeki Daioh của ASCII Media Works từ ngày 27 tháng 1 năm 2012. Cốt truyện xoay quanh các nhân vật mới cùng những cuộc phiêu lưu của họ trong cả thế giới ảo và thể giới thật. Các chương sau đó cũng đã được tập hợp lại và phát hành thành các tankōbon, tính đến ngày 27 tháng 9 năm 2014 thì đã có 4 tập được phát hành.

### Anime
Sunrise đã thực hiện chuyển thể anime của tác phẩm với sự đạo diễn của Obara Masakazu và đã phát sóng tại Nhật Bản từ ngày 06 tháng 4 đến ngày 21 tháng 9 năm 2012 với 24 tập trên kênh Tokyo MX và TVS, phát lại sau vài ngày trên các kênh CTC, tvk, TVA, MBS, AT-X, HBC, RKB, BS11. Animax Asia đã phát sóng bộ anime này trên hệ thống của mình ở khu vực Đông Nam Á và Nam Á. Viz Media đã đăng ký bản quyền phiên bản tiếng Anh để phát hành tại thị trường Bắc Mỹ, Hanabee Entertainment thì đăng ký tại Úc và New Zealand, MVM đăng ký tại Anh và Ireland còn Muse Communication đăng ký tại Đài Loan.
Một bộ hai tập OVA cũng đã được phát hành sau đó có tựa Accel World EX (アクセル・ワールド EX) để đính kèm chung với hai trò chơi điện tử do Banpresto phát triển và Namco Bandai Games phát hành vào ngày 13 tháng 9 năm 2012 và ngày 31 tháng 1 năm 2013.

### Drama CD
Một bộ hai đĩa drama CD có tựa Accel World + Sword Art Online Drama CD (アクセル・ワールド+ソードアート・オンライン ドラマCD) nói về cả hai tác phẩm Accel World và Sword Art Online đã được thực hiện và phát hành vào ngày 06 tháng 4 năm 2012 sau khi thông tin về việc thực hiện bộ anime thứ nhất của hai tác phẩm được công bố. Bộ đĩa này có đính kèm một số vật dụng mang phong cách của cả hai tác phẩm cùng các trò chơi nhỏ...

### Internet radio
Một loạt chương trình phát thanh trên mạng có tựa Accel World ~Kasoku suru radio~ (アクセル・ワールド 〜加速するラジオ〜) đã được thực hiện và phát trên kênh HiBiKi Radio Station từ ngày 18 tháng 3 năm 2012 đến ngày 01 tháng 4 năm 2013 với 53 chương trình. Người dẫn chương trình chính là Washizaki Takeshi và nhân vật Kuroyukihime, các chương trình sau đó đã được tập hợp lại và phát hành 5 đĩa.

### Trò chơi điện tử
Banpresto đã phát triển và Namco Bandai Games phát hành chuyển thể trò chơi điện tử thuộc thể loại đối kháng cho hệ PlayStation 3 và PlayStation Portable có tựa Accel World -Ginyoku no Kakusei- (アクセル・ワールド -銀翼の覚醒-) vào ngày 13 tháng 9 năm 2012. Nhìn chung thì trò chơi lấy bối cảnh giống với bộ anime nhưng mạch diễn biến của truyện có nhiều thay đổi.
Sau đó Banpresto đã tiếp tục phát triển và Namco Bandai Games phát hành trò chơi khác cũng thuộc thể loại đối kháng cho hệ PlayStation 3 và PlayStation Portable có tựa Accel World -Kasoku no Chōten- (アクセル・ワールド -加速の頂点-) vào ngày 31 tháng 1 năm 2013. Đây là phiên bản nối tiếp của Ginyoku no Kakusei.
Các nhân vật trong Accel World cũng xuất hiện trong trò chơi đối kháng tập hợp nhiều tựa tác phẩm khác nhau có tựa Dengeki Bunko: Fighting Climax (電撃文庫 FIGHTING CLIMAX). Với hai nhân vật tham gia là Kuroyukihime và Arita Haruyuki.
Bushiroad cũng đã thêm các nhân vật trong Accel World vào bộ thẻ hình của trò chơi Weiß Schwarz trong năm 2012.

### Âm nhạc
Bộ anime có 4 bài hát chủ đề, 2 mở đầu và 2 kết thúc. Bài hát mở đầu thứ nhất có tên Chase the world do May'n trình bày, đĩa đơn chứa bài hát đã phát hành vào ngày 09 tháng 5 năm 2012 với ba phiên bản, hai giới hạn và một bình thường, hai phiên bản giới hạn có đính kèm đĩa chứa đoạn phim trình bày nhạc phẩm và có các đoạn phim cùng bản nhạc hơi khác nhau. Bài hát mở đầu thứ hai là bài Burst The Gravity do Altima trình bày, đĩa đơn chứa bài hát đã phát hành vào ngày 25 tháng 7 năm 2012 với hai phiên bản giới hạn và bình thường, phiên bản giới hạn có đính kèm một đĩa chứa các đoạn phim trình bày nhạc phẩm. Bài hát kết thúc thứ nhất là bài →unfinished→ do KOTOKO trình bày, đĩa đơn chứa bài hát đã phát hành vào ngày 16 tháng 5 năm 2012. Bài hát kết thúc thứ hai là bài Unite do Misawa Sachika trình bày, đĩa đơn chứa bài hát đã phát hành vào ngày 01 tháng 8 năm 2012. Các đĩa đơn của hai bài hát kết thúc đều có hai phiên bản giới hạn và bình thường, phiên bản giới hạn có đính kèm đĩa chứa đoạn phim trình bày nhạc phẩm. Ba album chứa các bản nhạc dùng trong bộ anime đã phát hành từ ngày 25 tháng 7 đến ngày 26 tháng 9 năm 2012.
Một đĩa dùng để giới thiệu chỉ cho thuê tại các tiệm đĩa đã phát hành vào ngày 21 tháng 4 năm 2012. Ngoài ra còn có các bản nhạc nền biến tấu cùng các bài hát do các nhân vật trình bày đã phát hành như đĩa đính kèm phiên bản BD/DVD giới hạn của bộ anime.
| Chase the world  | Chase the world                                   | Chase the world |
| STT              | Nhan đề                                           | Thời lượng      |
| ---------------- | ------------------------------------------------- | --------------- |
| 1.               | "Chase the world"                                 | 3:49            |
| 2.               | "Hikari (光)"                                     | 4:37            |
| 3.               | "Chase the world （without May'n）"               | 3:49            |
| 4.               | "Hikari （without May'n） (光 （without May'n）)" | 4:32            |
| Tổng thời lượng: | Tổng thời lượng:                                  | 16:47           |

| Chase the world  | Chase the world                        | Chase the world |
| STT              | Nhan đề                                | Thời lượng      |
| ---------------- | -------------------------------------- | --------------- |
| 1.               | "Chase the world"                      | 3:44            |
| 2.               | "Chase the world >BURST LINK Re-Mix>>" | 5:19            |
| 3.               | "Chase the world -without May'n-"      | 3:43            |
| Tổng thời lượng: | Tổng thời lượng:                       | 12:46           |

| Burst The Gravity | Burst The Gravity                  | Burst The Gravity |
| STT               | Nhan đề                            | Thời lượng        |
| ----------------- | ---------------------------------- | ----------------- |
| 1.                | "Burst The Gravity"                | 4:27              |
| 2.                | "CYBER CYBER"                      | 3:44              |
| 3.                | "Burst The Gravity -instrumental-" | 4:26              |
| 4.                | "CYBER CYBER -instrumental-"       | 3:42              |
| Tổng thời lượng:  | Tổng thời lượng:                   | 16:19             |

| →unfinished→     | →unfinished→                                                                        | →unfinished→ |
| STT              | Nhan đề                                                                             | Thời lượng   |
| ---------------- | ----------------------------------------------------------------------------------- | ------------ |
| 1.               | "→unfinished→"                                                                      | 4:42         |
| 2.               | "Sakura no Ame, Moegi no Yo (サクラノアメモエギノヨ)"                               | 5:06         |
| 3.               | "→unfinished→ (instrumental)"                                                       | 4:41         |
| 4.               | "Sakura no Ame, Moegi no Yo (instrumental) (サクラノアメモエギノヨ (instrumental))" | 5:05         |
| Tổng thời lượng: | Tổng thời lượng:                                                                    | 19:34        |

| Unite (ユナイト) | Unite (ユナイト)                                        | Unite (ユナイト) |
| STT              | Nhan đề                                                 | Thời lượng       |
| ---------------- | ------------------------------------------------------- | ---------------- |
| 1.               | "Unite (ユナイト)"                                      | 3:51             |
| 2.               | "Twilight (トワイライト)"                               | 4:20             |
| 3.               | "Unite (instrumental) (ユナイト (instrumental))"        | 3:51             |
| 4.               | "Twilight (instrumental) (トワイライト (instrumental))" | 4:18             |
| Tổng thời lượng: | Tổng thời lượng:                                        | 16:20            |

| Accel World Original Soundtrack feat. Ōshima Hiroyuki (Accel World Original Soundtrack feat.大嶋啓之) | Accel World Original Soundtrack feat. Ōshima Hiroyuki (Accel World Original Soundtrack feat.大嶋啓之) | Accel World Original Soundtrack feat. Ōshima Hiroyuki (Accel World Original Soundtrack feat.大嶋啓之) |
| STT                                                                                                   | Nhan đề                                                                                               | Thời lượng                                                                                            |
| --- | --- | --- |
| 1. | "Silver Wing (シルバー･ウイング)"                                                                     | 2:55                                                                                                  |
| 2. | "Clear Days (クリア･デイズ)"                                                                          | 1:53                                                                                                  |
| 3. | "Plum Square (プラム･スクエアー)"                                                                     | 1:34                                                                                                  |
| 4. | "Red Signal (レッド･シグナル)"                                                                        | 2:00                                                                                                  |
| 5. | "Vermilion Field (ヴァーミリオン･フィールド)"                                                         | 2:34                                                                                                  |
| 6. | "Cafe Lounge (カフェ･ラウンジ)"                                                                       | 1:58                                                                                                  |
| 7. | "White Air (ホワイト･エアー)"                                                                         | 1:32                                                                                                  |
| 8. | "Peer Picture (ピア･ピクチャー)"                                                                      | 1:37                                                                                                  |
| 9. | "Gray Suspicion (グレー･サスピション)"                                                                | 1:35                                                                                                  |
| 10.                                                                                                   | "Blood History (ブラッド･ヒストリー)"                                                                 | 1:50                                                                                                  |
| 11.                                                                                                   | "Glass Memory (ガラス･メモリー)"                                                                      | 1:45                                                                                                  |
| 12.                                                                                                   | "Leaf Season (リーフ･シーズン)"                                                                       | 2:12                                                                                                  |
| 13.                                                                                                   | "Blues Pig (ブルース･ピッグ)"                                                                         | 1:59                                                                                                  |
| 14.                                                                                                   | "Honey Trap (ハニー･トラップ)"                                                                        | 1:46                                                                                                  |
| 15.                                                                                                   | "Scarlet Princess (スカーレット･プリンセス)"                                                          | 2:32                                                                                                  |
| 16.                                                                                                   | "Yellow Circus (イエロー･サーカス)"                                                                   | 2:30                                                                                                  |
| 17.                                                                                                   | "Dazzle Illusion (ダズル･イリュージョン)"                                                             | 1:08                                                                                                  |
| 18.                                                                                                   | "Black Out (ブラック･アウト)"                                                                         | 2:19                                                                                                  |
| 19.                                                                                                   | "Ceramic Heart (セラミック･ハート)"                                                                   | 2:07                                                                                                  |
| 20.                                                                                                   | "Sky Dream (スカイ･ドリーム)"                                                                         | 1:51                                                                                                  |
| 21.                                                                                                   | "Iron Will (アイアン･ウィル)"                                                                         | 2:32                                                                                                  |
| 22.                                                                                                   | "Rainbow Aurora (レインボー･オーロラ)"                                                                | 1:45                                                                                                  |
| 23.                                                                                                   | "Golden Glory (ゴールデン･グローリー)"                                                                | 1:57                                                                                                  |
| 24.                                                                                                   | "Re-incarnate (EX)"                                                                                   | 5:46                                                                                                  |
| Tổng thời lượng:                                                                                      | Tổng thời lượng:                                                                                      | 51:37                                                                                                 |

| Accel World Original Soundtrack feat. onoken | Accel World Original Soundtrack feat. onoken | Accel World Original Soundtrack feat. onoken |
| STT                                          | Nhan đề                                      | Thời lượng                                   |
| -------------------------------------------- | -------------------------------------------- | -------------------------------------------- |
| 1.                                           | "sympathia"                                  | 5:18                                         |
| 2.                                           | "minimalian"                                 | 3:05                                         |
| 3.                                           | "our garden"                                 | 1:51                                         |
| 4.                                           | "children's domain"                          | 1:38                                         |
| 5.                                           | "sunny bit"                                  | 1:42                                         |
| 6.                                           | "boooo"                                      | 1:39                                         |
| 7.                                           | "way home"                                   | 2:11                                         |
| 8.                                           | "ivy cable"                                  | 1:42                                         |
| 9.                                           | "burst link"                                 | 1:58                                         |
| 10.                                          | "burst link (raio0)"                         | 2:05                                         |
| 11.                                          | "accelerated world (OST edit)"               | 2:21                                         |
| 12.                                          | "inner paradise"                             | 3:14                                         |
| 13.                                          | "bugz"                                       | 2:12                                         |
| 14.                                          | "pressure"                                   | 1:37                                         |
| 15.                                          | "mad hacker"                                 | 1:51                                         |
| 16.                                          | "flash control"                              | 1:42                                         |
| 17.                                          | "byebye"                                     | 2:00                                         |
| 18.                                          | "resources"                                  | 1:45                                         |
| 19.                                          | "sky segment"                                | 1:52                                         |
| 20.                                          | "silver wing"                                | 1:54                                         |
| 21.                                          | "alert sign"                                 | 1:56                                         |
| 22.                                          | "alert sign (raio0)"                         | 1:53                                         |
| 23.                                          | "core"                                       | 2:46                                         |
| 24.                                          | "physical error"                             | 2:05                                         |
| 25.                                          | "command z"                                  | 2:37                                         |
| 26.                                          | "clow-yuki"                                  | 3:04                                         |
| Tổng thời lượng:                             | Tổng thời lượng:                             | 57:58                                        |

| Accel World Original Soundtrack feat. MintJam | Accel World Original Soundtrack feat. MintJam | Accel World Original Soundtrack feat. MintJam |
| STT                                           | Nhan đề                                       | Thời lượng                                    |
| --------------------------------------------- | --------------------------------------------- | --------------------------------------------- |
| 1.                                            | "Quest for Genesis"                           | 5:18                                          |
| 2.                                            | "Scramble"                                    | 2:41                                          |
| 3.                                            | "Hono no Keiyaku (炎の契約)"                  | 1:55                                          |
| 4.                                            | "Encounter"                                   | 2:47                                          |
| 5.                                            | "Ooinaru Ankoku Sekai (大いなる暗黒世界)"     | 2:08                                          |
| 6.                                            | "Hallucination"                               | 3:49                                          |
| 7.                                            | "Gishin'anki (疑心暗鬼)"                      | 1:43                                          |
| 8.                                            | "Shousou (焦燥)"                              | 2:02                                          |
| 9.                                            | "Tenderness"                                  | 2:06                                          |
| 10.                                           | "Cursing"                                     | 1:45                                          |
| 11.                                           | "Aggression"                                  | 2:32                                          |
| 12.                                           | "Crisis"                                      | 2:48                                          |
| 13.                                           | "Monster Machine"                             | 3:04                                          |
| 14.                                           | "Fudou Yousai (不動要塞)"                     | 4:20                                          |
| 15.                                           | "Haruyuki no Kunou (ハルユキの苦悩)"          | 2:01                                          |
| 16.                                           | "Distance"                                    | 2:47                                          |
| 17.                                           | "Yami no Ritsudou (闇の律動)"                 | 2:33                                          |
| 18.                                           | "Kasoku Kenkyuukai (加速研究会)"              | 4:06                                          |
| 19.                                           | "Kako to no Ketsubetsu (過去との決別)"        | 3:07                                          |
| 20.                                           | "Toushi (闘志)"                               | 2:24                                          |
| 21.                                           | "Silvery Wings"                               | 4:03                                          |
| 22.                                           | "Hallucination (Short Ver.)"                  | 2:00                                          |
| 23.                                           | "Tenderness (Piano Ver.)"                     | 2:06                                          |
| 24.                                           | "Silvery Wings (Short Strings Ver.)"          | 1:45                                          |
| Tổng thời lượng:                              | Tổng thời lượng:                              | 1:05:50                                       |

| Accel World SPECIAL SAMPLER DISC (アクセル・ワールド SPECIAL SAMPLER DISC) | Accel World SPECIAL SAMPLER DISC (アクセル・ワールド SPECIAL SAMPLER DISC) | Accel World SPECIAL SAMPLER DISC (アクセル・ワールド SPECIAL SAMPLER DISC) |
| STT                                                                        | Nhan đề                                                                    | Thời lượng                                                                 |
| -------------------------------------------------------------------------- | -------------------------------------------------------------------------- | -------------------------------------------------------------------------- |
| 1.                                                                         | "Chase the world (TV size.)"                                               | 1:38                                                                       |
| 2.                                                                         | "→unfinished→ (TV size.)"                                                  | 1:26                                                                       |
| 3.                                                                         | "Special Commentary (スペチャルコメント)"                                  | 5:52                                                                       |
| Tổng thời lượng:                                                           | Tổng thời lượng:                                                           | 08:56                                                                      |

| re acceleration BGM feat.Ōshima Hiroyuki (re acceleration BGM feat.大嶋啓之) | re acceleration BGM feat.Ōshima Hiroyuki (re acceleration BGM feat.大嶋啓之) | re acceleration BGM feat.Ōshima Hiroyuki (re acceleration BGM feat.大嶋啓之) |
| STT                                                                          | Nhan đề                                                                      | Thời lượng                                                                   |
| ---------------------------------------------------------------------------- | ---------------------------------------------------------------------------- | ---------------------------------------------------------------------------- |
| 1.                                                                           | "Silver Wing (シルバー・ウィング)"                                           | 3:54                                                                         |
| 2.                                                                           | "Vermilion Field (ヴァーミリオン・フィールド)"                               | 2:17                                                                         |
| 3.                                                                           | "Silver Wing ~ Blood History (シルバー・ウィング ～ ブラッド・ヒストリー)"   | 7:26                                                                         |
| Tổng thời lượng:                                                             | Tổng thời lượng:                                                             | 13:37                                                                        |

| re acceleration BGM feat.onoken | re acceleration BGM feat.onoken | re acceleration BGM feat.onoken |
| STT                             | Nhan đề                         | Thời lượng                      |
| ------------------------------- | ------------------------------- | ------------------------------- |
| 1.                              | "byebye & way home"             | 3:42                            |
| 2.                              | "accelerated world (OST edit)"  | 3:35                            |
| 3.                              | "inner paradise"                | 3:52                            |
| 4.                              | "accelerated world (OST edit)"  | 3:12                            |
| Tổng thời lượng:                | Tổng thời lượng:                | 14:21                           |

| re acceleration BGM feat.MintJam | re acceleration BGM feat.MintJam | re acceleration BGM feat.MintJam |
| STT                              | Nhan đề                          | Thời lượng                       |
| -------------------------------- | -------------------------------- | -------------------------------- |
| 1.                               | "Silverly Wings"                 | 3:39                             |
| 2.                               | "Hallucination"                  | 3:58                             |
| 3.                               | "Encounter"                      | 6:50                             |
| Tổng thời lượng:                 | Tổng thời lượng:                 | 14:27                            |

| re acceleration image song Re-incarnate | re acceleration image song Re-incarnate | re acceleration image song Re-incarnate |
| STT                                     | Nhan đề                                 | Thời lượng                              |
| --------------------------------------- | --------------------------------------- | --------------------------------------- |
| 1.                                      | "Re-incarnate (remixed by onoken)"      | 5:25                                    |
| 2.                                      | "Re-incarnate (remixed by MintJam)"     | 5:45                                    |
| Tổng thời lượng:                        | Tổng thời lượng:                        | 11:10                                   |

| re acceleration image song sympathia | re acceleration image song sympathia | re acceleration image song sympathia |
| STT                                  | Nhan đề                              | Thời lượng                           |
| ------------------------------------ | ------------------------------------ | ------------------------------------ |
| 1.                                   | "sympathia (remixed by onoken)"      | 5:23                                 |
| 2.                                   | "sympathia (remixed by MintJam)"     | 5:18                                 |
| Tổng thời lượng:                     | Tổng thời lượng:                     | 10:41                                |

| re acceleration image song Quest for Genesis | re acceleration image song Quest for Genesis | re acceleration image song Quest for Genesis |
| STT                                          | Nhan đề                                      | Thời lượng                                   |
| -------------------------------------------- | -------------------------------------------- | -------------------------------------------- |
| 1.                                           | "Quest for Genesis"                          | 6:05                                         |
| 2.                                           | "Quest for Genesis (remix by onoken)"        | 4:36                                         |
| Tổng thời lượng:                             | Tổng thời lượng:                             | 10:41                                        |

| re acceleration image song feat.yashikin | re acceleration image song feat.yashikin | re acceleration image song feat.yashikin |
| STT                                      | Nhan đề                                  | Thời lượng                               |
| ---------------------------------------- | ---------------------------------------- | ---------------------------------------- |
| 1.                                       | "Sleeping Baby"                          | 4:41                                     |
| Tổng thời lượng:                         | Tổng thời lượng:                         | 09:53                                    |

| re acceleration image song Fadeless Memories | re acceleration image song Fadeless Memories | re acceleration image song Fadeless Memories |
| STT                                          | Nhan đề                                      | Thời lượng                                   |
| -------------------------------------------- | -------------------------------------------- | -------------------------------------------- |
| 1.                                           | "Fadeless Memories"                          | 5:51                                         |
| Tổng thời lượng:                             | Tổng thời lượng:                             | 05:51                                        |